# بخش کالمار
بخش کالمار (به سوئدی: Kalmar kommun) یک ناحیه شهری در سوئد است که در شهرستان کالمار واقع شده‌است.

## خواهرخوانده
شهرهای Savonlinna، Árborg، آرندال، پانه‌وژیس، گدانسک، کالینینگراد، ویلمینگتون، دلاور، انتبه و ویسمار خواهرخوانده‌های بخش کالمار هستند.